# Nicolae Pătru
Nicolae Pătru (n. 22 octombrie 1952) este un fost senator român în legislaturile 1996-2000 și 2000-2004 ales în județul Vâlcea pe listele PRM. În legislatura 1996-2000, Nicolae Pătru a fost membru în grupurile parlamentare de prietenie cu Australia, Republica Costa Rica și Republica Cehă. În legislatura 2000-2004, Nicolae Pătru a fost membru în grupurile parlamentare de prietenie cu Republica Filipine, Malaezia și Republica Polonă. Nicolae Pătru a înregistrat 94 de luări de cuvânt în 56 de ședințe parlamentare și a inițiat 7 propuneri legislative, din care 1 a fost promulgată lege. Nicolae Pătru a fost membru în comisia pentru agricultură, silvicultură și dezvoltare rurală și în comisia pentru administrație publică, organizarea teritoriului și protecția mediului.  
Nicolae Pătru a demisionat din Parlament la data de 30 august 2004 și a fost înlocuit de senatorul Valentin Ciocan. 

## Controverse
În anul 1999, Parchetul General a solicitat ridicarea imunității parlamentare a deputatului Nicolae Pătru (PRM) pentru o pagubă de peste 500 milioane de lei vechi adusă statului.
Deputatul PRM Nicolae Pătru, prin una dintre firmele sale, a cumpărat în 1995 grâu subvenționat de stat și l-a vândut la export (în Turcia), deși a declarat în scris și pe propria sa răspundere că îl va folosi la fabricarea pâinii, .